# Chiesa di Santa Maria Assunta (Lesmo)
La chiesa di Santa Maria Assunta è la parrocchiale di Lesmo, in provincia di Monza e Brianza e arcidiocesi di Milano; fa parte del decanato di Vimercate.

## Storia

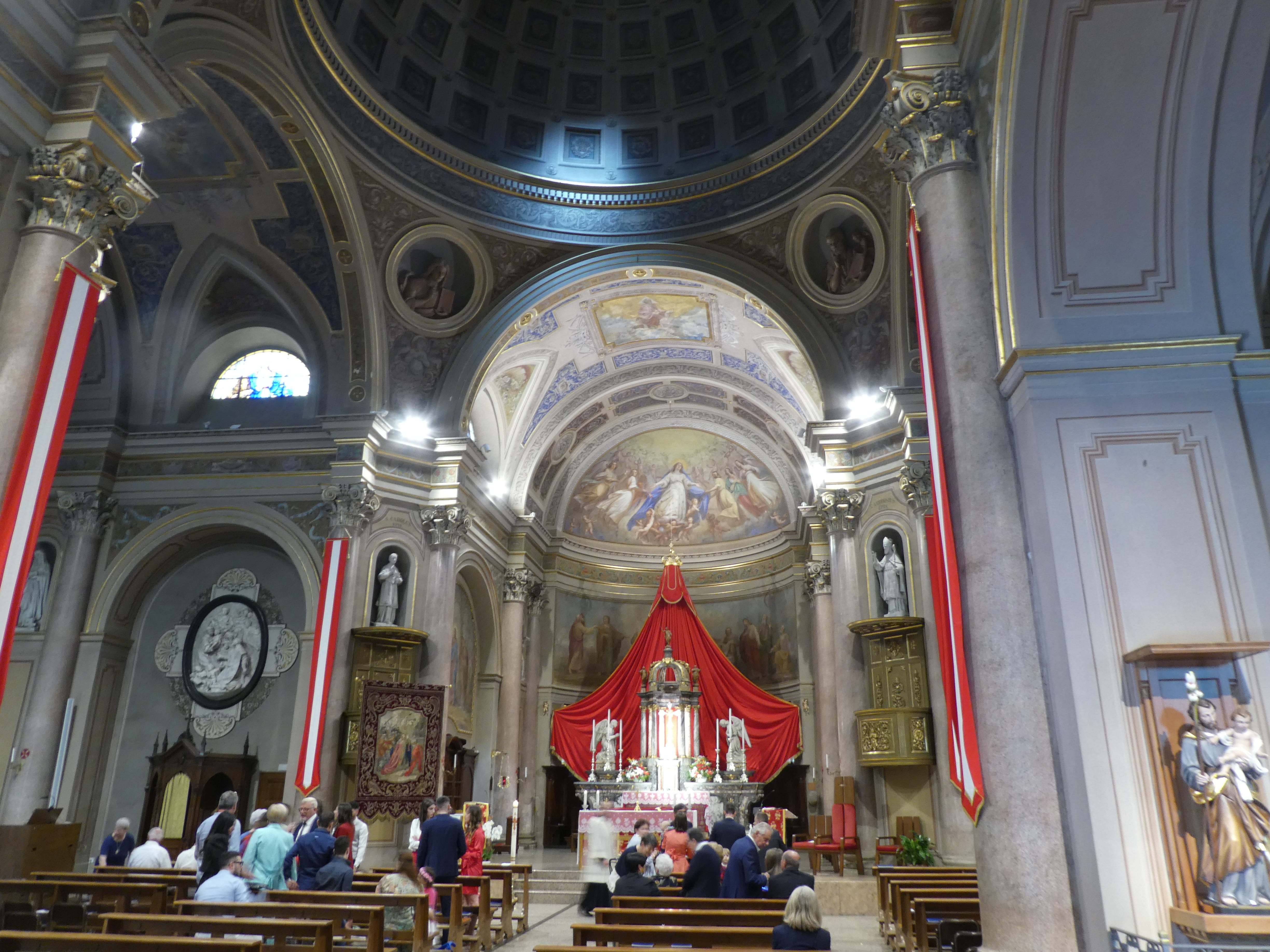
Interno

La prima citazione di una cappella a Lesmo risale al XIII secolo ed è contenuta nel Liber Notitiae Sanctorum Mediolani, nel quale si legge che era filiale della pieve di Vimercate; questa situazione è confermata nella Notitia Cleri del 1398.
La chiesa, dopo essere stata riedificata, venne consacrata nel 1539; la struttura, adornata nel Seicento con reliquie donate dall'arcivescovo Federigo Borromeo, fu modificata tra il 1741 e il 1745, allorché si provvide a realizzare le cappelle laterali.
Dalla relazione della visita pastorale del 1756 dell'arcivescovo Giuseppe Pozzobonelli s'apprende che la parrocchiale, avente come filiali gli oratori di Sant'Antonio da Padova in contrada Gernetto, della Visitazione della Beata Maria Vergine e San Carlo Borromeo a Gerno, dell'Immacolata Concezione della Beata Vergine Maria in località Peregallo, di Sant'Antonio Abate, sempre a Peregallo, di Santa Teresa Vergine a Belvedere, di San Desiderio Vescovo e Martire a Correzzana e della Beata Vergine Maria del Monte Carmelo in località Masciocco, era sede delle confraternite del Santissimo Sacramento, di San Giuseppe e del Santissimo Rosario e che i fedeli ammontavano a 1058; questi ultimi risultavano saliti a 1114 nel 1780.
Successivamente, tra il 1842 e il 1852 la chiesa fu interessata da un intervento di rifacimento condotto su disegno di Felice Pizzagalli; nel 1899 l'arcivescovo Andrea Carlo Ferrari, compiendo la sua visita pastorale, trovò che la parrocchiale, in cui aveva sede la confraternita del Santissimo Sacramento, aveva alle sue dipendenze nove cappelle.
Il 21 marzo 1907 la chiesa venne consacrata dal già menzionato arcivescovo Ferrari; tra il 1928 e il 1929 la facciata fu rimaneggiata.
Nel 1971 la parrocchia, con la soppressione del vicariato di Casatenovo, al quale era aggregata dal 1906, passo al decanato di Vimercate. L'interno della chiesa fu restaurato nel 1988, mentre nel 2007 la torre campanaria venne sottoposta a un intervento di ristrutturazione; le campane e il castello sulla torre subirono la stessa sorte nell'estate 2021.

## Descrizione

### Esterno
La facciata a salienti della chiesa, rivolta a ponente e anticipata dal pronao voltato a vela le cui colonne terminanti con capitelli dorici in serizzo che sorreggono degli archi a tutto sesto, è suddivisa da una cornice marcapiano in due registri: quello inferiore presenta i tre ingressi, mentre quello superiore, affiancato due volute che lo raccordano all'ordine sottostante, è tripartito da quattro lesene, caratterizzato da due nicchie con altrettante statue e da una raffigurazione centrale della Vergine Assunta e coronato dal timpano triangolare.

### Interni
L'interno dell'edificio è suddiviso da colonne in tre navate; qui sono conservate diverse opere di pregio, tra le quali l'organo, costruito nel 1887 da Giuseppe Bernasconi, gli affreschi che rappresentano la Vergine Maria Assunta in Cielo, la Cena di Emmaus e il Centurione, realizzati nel 1894 da Luigi Tagliaferri, e la pala con soggetto la Madonna del Rosario con i santi Domenico, Carlo e Francesco d'Assisi, eseguita da Camillo Procaccini.